# Guglielmo Segato
Guglielmo Segato (n. 22 martie 1906, Padova, Italia – d. 19 aprilie 1979, Motta di Livenza, Veneto, Italia) a fost un ciclist de performanță italian, medaliat olimpic. A participat la o ediție a Jocurilor Olimpice (1932) în care a câștigat o medalie de aur și o medalie de argint.